# 批判意識
批判意識(Critical Consciousness)，在西方思想史上有數名學者提及，例如法國思想家傅科(M. Foucault)或德國哲學家康德(I. Kant)等，但究其二者論述範圍，僅存在於哲學或社會思想範疇。而巴西教育學家保羅．弗雷勒(Paulo Freire)則將批判意識(Critical Consciousness)這個概念從抽象的哲學思維加以轉化，融入精神分析學派、馬克思主義、早期法蘭克福學派、存在主義等思潮，再揉合教育領域，並以巴西當時社會情境為土壤，實踐其教育圖像，進而開啟批判教育學的思想淵源，對教育學領域有深遠的影響。本詞條因此試圖梳理其對於批判意識(Critical Consciousness)之論述、加以簡述，並與當前台灣社會成人教育發展脈絡相互連結。

## 何謂批判意識

### 主體意識開展的層次
保羅．弗雷勒(Paulo Freire)終身致力於成人識字教育之理論與實踐，人性化是其思想體系中的終極關注，批判意識(Critical Consciousness)更是其理想教育努力邁向的目標。而他論述主體意識開展有三個層次，通過這三個層次方能達到解放的教育目的，試分述說明如下：

(一)神奇意識(Magical Consciousness)：純粹理解並順應事實，並認為外界有股優越的支配力，人必須臣服其下(in)。神奇意識具有消極宿命論的特色，認為個體不可能反抗外界支配力，其蘊含病態的幼稚導致不理性以及盲目順應現實。

(二)素樸意識(Naïve Consciousness)：認為自己優於事實，並控制著事實，因此可以按照自己的喜好不去理解事實。將自己疊加於現實之上(on)。

(三)批判意識(Critical Consciousness)：認為事物和事實依存於經驗，和其所處的環境脈絡相關，並和現實整合為一(with)。
批判意識在弗雷勒(Freire,1993)的界定中，不僅代表一種認知方式，更是一種具有價值意涵的生活方式。

### 批判意識的內涵
批判意識具有以下三個內涵：

(一)自覺：覺察到受壓迫的現象。

(二)批判：當覺察所處環境的不尋常時，著手開始思考如何脫離這個環境宰制的計畫。

(三)轉化：採取主動以改變學校及社會中不合理的制度，打破權威式社會關係以及非民主、不平等的權力關係。

## 培養批判意識之目的
弗雷勒(Freire, 1973)認為，唯有透過培養批判意識(critical consciousness)才能建立人與世界的真實關係，將人性本質導向正確的發展方向。人的意識符應社會發展階段，可以由下而上逐步提升，終至覺醒。在適切的教育方式(例如提問式教學)配合下，主體的思維依序由神奇意識(Magical Consciousness)轉變為素樸意識(naïve consciousness)，最終達到批判意識(critical consciousness)，成為一為意識覺醒及自由解放的人，從而造就無宰制的民主社會。

## 批判意識教育之啟示—以台灣社區大學為例
在弗雷勒(Freire)的思想脈絡中，批判意識(critical consciousness)於教育範疇中是以成人識字教育為基礎出發，實踐的教學方式是批判性教學或是提問式教學(problem-posing education)。他亦認為識字教育是意識解放的實踐起點、並非全部，他認為培養解放、自由的人是教育之鵠的，而民主參化的社會則是他所嚮往達成的社會樣態。因此，成人教育不應只停留於成人具備識字能力與否，而應該逐漸往社會參與的面向發展。

另一方面，台灣社區大學將黃武雄教授所提出的理念：「知識解放」、「公民參與」等概念作為核心價值，並致力於厚實在地知識、深化本土意識，不啻是傅雷葉思想體系中培養批判意識理念的實踐樣態。